# Arieh Worthalter
Arieh Worthalter, né le 25 mars 1985 à Paris, est un acteur franco-belge.
Il obtient trois Magritte du meilleur acteur dans un second rôle, en 2019 pour Girl de Lukas Dhont, en 2020 pour Duelles d'Olivier Masset-Depasse et en 2024 pour Rien à perdre de Delphine Deloget.
Son rôle de Pierre Goldman dans Le Procès Goldman de Cédric Kahn lui vaut le César du meilleur acteur et le Magritte du meilleur acteur en 2024.

## Biographie

### Carrière
Après avoir obtenu un master en art dramatique à l’INSAS (Bruxelles), il commence sa carrière au théâtre dans Othello en 2007. Polyglotte, il parle cinq langues (anglais, espagnol, français, hébreu, néerlandais).
En 2016, il co-écrit la pièce Wilderness avec Vincent Hennebicq, inspirée de son voyage de deux ans en Amérique du Nord et du Sud,.
Deux ans plus tard, il obtient le Magritte du meilleur acteur dans un second rôle pour son interprétation dans Girl de Lukas Dhont, récompense qu'il remporte de nouveau l'année suivante pour Duelles d'Olivier Masset-Depasse.
En 2023, il tient le premier rôle du Procès Goldman, film biographique de Cédric Kahn retraçant le second procès de Pierre Goldman, alors soupçonné d'avoir tué deux pharmaciennes lors d'un vol à main armée en décembre 1969. Pour cette performance, il obtient le César du meilleur acteur en  2024 et le Magritte du meilleur acteur.

## Prises de position
Le 23 février 2024, lors de son discours d'obtention du César du meilleur acteur, il appelle à un cessez-le-feu à Gaza, « parce que la vie le demande, celle des Gazaouis et des otages, parce que nous sommes unis en tant qu'espèce ». Quelques semaines plus tôt, il avait lancé un appel similaire lors de la cérémonie des Lumières, dans le contexte de la guerre entre Israël et le Hamas.

## Filmographie

### Cinéma
- 2009 : Somewhere Between Here and Now d'Olivier Boonjing : Adrian
- 2011 : Walden de Philippe Orlinski (court métrage)
- 2011 : Terre nouvelle de Bernard Dresse (court métrage) : Lux
- 2012 : Les Mains dans les poches de David Emond-Ferrat (court métrage) : Nicolas
- 2012 : Matteus de Leni Huyghe (court métrage) : Nico
- 2012 : Lulu du lac de Willem Leyssens (court métrage) : Colton Farber
- 2012 : L'Attentat de Ziad Doueiri : l'homme qui insulte
- 2015 : Les Anarchistes d'Élie Wajeman : Adrian
- 2015 : Jay parmi les hommes de Zeno Graton (court métrage) : Anton
- 2015 : Star Dust d'Arnaud Le Roch (court métrage) : le père de Vincent
- 2016 : Marie Curie de Marie Noëlle : Paul Langevin
- 2016 : Éternité de Trần Anh Hùng : Jules
- 2016 : Bastille Day de James Watkins : Jean
- 2016 : Le Passé devant nous de Nathalie Teirlinck : Olivier
- 2017 : Even Lovers Get the Blues de Laurent Micheli : le chanteur
- 2017 : The Visitor d'Ali Baharlou (court métrage) : Père Jacob
- 2017 : Razzia de Nabil Ayouch : Joe
- 2017 : La Promesse de l'aube d'Eric Barbier : capitaine de Gache
- 2018 : Girl de Lukas Dhont : Mathias
- 2018 : Pearl d'Elsa Amiel : Ben
- 2018 : Duelles d'Olivier Masset-Depasse : Damien Geniot
- 2019 : Sympathie pour le diable de Guillaume de Fontenay : Ken Doyle
- 2019 : Un monde plus grand de Fabienne Berthaud : Marc
- 2019 : Douze mille de Nadège Trebal : Frank Hernandez
- 2020 : À cœur battant de Keren Ben Rafael : Yuval
- 2020 : Le Chasseur de baleine (The Whaler Boy) de Philip Youriev : le garde-frontière
- 2021 : Serre moi fort de Mathieu Amalric : Marc, le père
- 2021 : Hunted de Vincent Paronnaud : le tueur
- 2022 : Bowling Saturne de Patricia Mazuy : Guillaume
- 2022 : Les Silencieux de Basile Vuillemin (court-métrage) : Jorick
- 2022 : Le Parfum vert de Nicolas Pariser : Aimé
- 2023 : Le Procès Goldman de Cédric Kahn : Pierre Goldman
- 2023 : Rien à perdre de Delphine Deloget : Hervé Paugam
- 2024 : Comme le feu de Philippe Lesage : Blake

### Télévision
- 2015 : De Bunker (série télévisée), épisode De Informant de Jan Verheyen : Samuel Bloch
- 2017 : Transferts (série télévisée) d'Olivier Guignard et Antoine Charreyron : Sylvain / Florian
- 2022 : En thérapie (série télévisée), saison 2, épisode 35 d'Emmanuel Finkiel : Mathias Miller, le nouveau patient, salarié à la Pitié-Salpétrière
- 2024 : Une amie dévouée de Just Philippot : Léon

## Théâtre
- 2007 : Othello d'après William Shakespeare, mise en scène Franco Dragone
- 2008 : L'Illusion comique de Pierre Corneille, mise en scène Marcel Delval, Théâtre Varia de Bruxelles
- 2008-2010 : Les Trublions, avec le collectif On voit ta culotte Mme Véro, mise en scène Laurent Micheli
- 2009 : Guerre de Rainald Goetz, mise en scène Paul Camus, Théâtre Océan Nord de Bruxelles
- 2010 : Mary mother of Frankenstein, mise en scène Claude Schmitz, Théâtre national de Belgique, Kunstenfestival des arts 2010, Festival de Salzbourg 2010
- 2011 : Le Salon des refusés, mise en scène Claude Schmitz, Théâtre de la Balsamine
- 2012 : Baal de Bertolt Brecht, mise en scène Raven Ruell et Jos Verbist, Théâtre Antigone et Théâtre national
- 2011-2012 : Biographie d'ombres de Lars Noren, mise en scène Isabelle Pousseur, Théâtre Océan Nord
- 2014 : Inadaptés 3, d'après Ihre de Rainald Goetz, mise en scène Paul Camus, Théâtre Océan Nord
- 2016 : Wilderness d'Arieh Worthalter et Vincent Hennebicq, mise en scène Vincent Hennebicq, Théâtre national
- 2017 : Last Exit to Brooklyn (Coda) d'après Hubert Selby, mise en scène Isabelle Pousseur, Théâtre de Liège

## Distinctions

### Récompenses
- Festival Séries Mania 2017 : Meilleur acteur pour Transferts
- Magritte 2019 : Meilleur acteur dans un second rôle pour Girl
- Magritte 2020 : Meilleur acteur dans un second rôle pour Duelles
- César 2024 : Meilleur acteur pour Le Procès Goldman
- Lumières 2024 : Meilleur acteur pour Le Procès Goldman
- Magritte 2024 :  
  - Meilleur acteur pour Le Procès Goldman
  - Meilleur acteur dans un second rôle pour Rien à perdre